# Baracskai Országos Büntetés-végrehajtási Intézet
A Közép-Dunántúli Országos Büntetés-végrehajtási Intézet büntetés-végrehajtási szerv a Fejér vármegyei Baracska község közigazgatási területén. Költségvetési szerv, jogi személy.
Alaptevékenysége a külön kijelölés által meghatározott körben az előzetes letartóztatással, a felnőtt korú férfi elítéltek fegyház, börtön és fogház fokozatú szabadságvesztésével, továbbá az elzárással összefüggő büntetés-végrehajtási feladatok ellátása. 
Felügyeleti szerve a Belügyminisztérium, szakfelügyeletet ellátó szerve a Büntetés-végrehajtás Országos Parancsnoksága.
Csak a 7-es főút felől közelíthető meg egy számozatlan önkormányzati úton, a letérés helyét a főúton mindkét irányból "Annamajor" feliratú útjelző tábla jelöli.

## Története
Területe 1945-ben került – államosítással – az Igazságügyi Minisztérium kezelésébe. A mezőgazdasági művelésre szolgáló földterület és a hozzá tartozó gazdasági épületek egy része előzőleg Dreher Antal tulajdonát képezte.
1950-ig a Budapesti Fegyház és Börtön, majd 1951-ig a Fővárosi Büntetés-végrehajtási Intézet alárendeltségébe tartozott. 1951-ben pár hónapra a Székesfehérvári Megyei Börtön irányítása alá került.
Az intézet és a hozzá tartozó gazdaság 1953-ban önállósult (Alapító okirata szerint ez évben létesítették).  
1972-ben a Baracskai Fogház és Börtön nevet kapta. Falai között raboskodtak a fegyveres katonai szolgálatot megtagadó Jehova Tanúi.
Bővítésére 1980-ban és  1985-ben került sor.
1994-ben a Martonvásári Büntetés-végrehajtási Intézet a Baracskai Fogház és Börtön szervezetébe tagolódott be. Mai nevét azóta viseli. 
Az elítéltek foglalkoztatását az intézet mellett működő Annamajori Mezőgazdasági és Kereskedelmi Kft. biztosítja.
2007-től – a Fejér Megyei Büntetés-végrehajtási Intézettel való összevonás óta – a Közép-dunántúli Országos Büntetés-végrehajtási Intézet baracskai objektumaként működik.

## További információ
- Három börtön összeérő története. Közép-Dunántúli Országos Büntetés-Végrehajtási Intézet; összeáll. Gaál Béla, Gaál Etelka; Duna-Mix Kft., Vác, 2022